# Artur Rotter
Artur Rotter (ur. 1945 w Krakowie) – polski nauczyciel, działacz turystyczny, poeta, pisarz.
Jest synem dziennikarza Jana Rottera oraz prawnukiem inżyniera Jana Rottera. Ukończył z wyróżnieniem geografię na Uniwersytecie Jagiellońskim. Pracował jako nauczyciel geografii w XVI LO w Krakowie, pracownik naukowy w Instytucie Kształtowania Środowiska oraz redaktor w Wydawnictwie PTTK „Kraj” oraz w Wydawnictwie „Karpaty”. 
Jako poeta zadebiutował w 1983, publikując zestaw wierszy w Gazecie Krakowskiej. W 1985 ukazał się jego pierwszy tomik poetycki „Blisko lata”. Był laureatem paru konkursów literackich, w 1988 otrzymał stypendium twórcze m. Krakowa w dziedzinie literatury. Jego wiersze zamieszczane były m.in. w czasopismach literackich, jak Oksymoron, Lektura, Magdalenka Literacka, Pismo Literacko-Artystyczne, jak również w gazetach „Dziennik Polski” i „Echo Krakowa”. Swoje utwory publikował także w licznych almanachach związanych z imprezami literackimi, zwłaszcza coroczną Krakowską Nocą Poetów. Kilkakrotnie występował w spotkaniach poetyckich organizowanych przez teatr Stygmator. Jest członkiem Związku Literatów Polskich.
Jest także autorem kilku pozycji książkowych z zakresu turystyki oraz cyklu artykułów w dziale „Podróże” „Dziennika Polskiego”.

## Twórczość
Tomiki wierszy
- Artur Rotter Blisko lata,  Wydawnictwo Literackie, Kraków 1985
- Artur Rotter Innowiercy, Miniatura, Kraków  1994
- Artur Rotter Buk sprawiedliwy, Miniatura, Kraków 2003
- Artur Rotter Wybór wierszy, Miniatura, Kraków 2008

Inne publikacje książkowe
- Artur Rotter Szczawnica, Krościenko i okolice, Krajowa Agencja Wydawnicza RSW "Prasa-Książka-Ruch" - Oddział, 1976.
- Artur Rotter Zawoja, Markowe Szczawiny: przewodnik turystyczny, Warszawa; Kraków, Zakład Wydawniczo-Propagandowy PTTK, 1982.
- Artur Rotter, Janusz Zdebski Z kart "Wierchów", Warszawa; Kraków: Wydawnictwo PTTK "Kraj", 1984
- Artur Rotter Podstawy terenoznawstwa górskiego; Warszawa; Kraków, Wydawnictwo PTTK "Kraj", Wyd. I: 1984, wyd. II: 1989
- Artur Rotter, Mariusz Szelerewicz Smocza Jama na Wawelu: przewodnik krajoznawczy, Warszawa; Kraków, Wydawnictwo PTTK "Kraj", 1990.